# Nokia 3650
Nokia 3650 fue el primer teléfono con una cámara integrada vendido en Norteamérica.
Una de las quejas más comunes del 3600/3650 fue su teclado único. Muchos propietarios querían un dispositivo Series 60 con un teclado convencional.
Nokia 3600 y 3650 fueron reemplazados por Nokia 3620 (GSM 850/1900) y Nokia 3660 (GSM 900/1800/1900) respectivamente, ambos con un teclado convencional y una pantalla mejorada de 16 bits de color.

## Nokia 3620/3660
Nokia 3620 y 3660 son los sucesores del teléfono inteligente Nokia 3650 teléfono inteligente. Ambos utilizaban la versión 1.x de Nokia Series 60 (y el sistema operativo Symbian OS).
Las mejoras sobre 3600/3650 incluían un teclado convencional (al contrario que el teclado circular del 3650 ), y pantalla de 16 bits (al contrario que la pantalla de 12 bits del 3650).
Ambos son básicamente el mismo teléfono, excepto que el Nokia 6320 estaba destinado al mercado estadounidense y operaba en la banda GSM 850/1900, mientras que Nokia 3660, un teléfono europeo, operaba en GSM 900/1800/1900.
Ambos utilizaban una CPU compatible ARM (Arquitectura ARM4T) corriendo a 104 MHz.
En los Estados Unidos, el 3620 fue introducdo por AT&T Wireless y Dobson Cellular, mientras que el 3660 fue introducido por T-Mobile USA.
El sucesor del 3660 es el Nokia 3230. El 3620 no tiene un sucesor oficial, aunque fue reemplazado por el Nokia 6620 en AT&T/Cingular tras la fusión entre AT&T Wireless y Cingular.